# Giorgio Canali
Giorgio Canali (Predappio, 26 luglio 1958) è un cantautore, chitarrista, produttore discografico e ingegnere del suono italiano.
Attivo inizialmente come tecnico del suono a fianco di gruppi quali PFM, Litfiba e CCCP - Fedeli alla linea, entra come chitarrista nella formazione di questi ultimi e nelle successive reincarnazioni (Consorzio Suonatori Indipendenti e Per Grazia Ricevuta), per poi avviare la carriera solista attraverso i Giorgio Canali & Rossofuoco, e affermarsi anche come produttore discografico, tracciando così un percorso importante nel rock alternativo italiano.

## Biografia

### Il punk rock e le prime produzioni
(Giorgio Canali - Nessun Presente)
Inizia la carriera musicale verso la fine degli anni settanta come voce di varie band punk rock locali della scena romagnola. All'inizio degli anni ottanta, con l'avvento di nuove tecnologie elettroniche (come il protocollo MIDI) inizia ad interessarsi alla musica elettronica e dà vita, insieme a Roberto Zoli, a diversi progetti musicali che culminano nella fondazione di Politrio e nella pubblicazione del disco Effetto Eisenhower nel 1986.
L'approccio al lato più tecnico della musica lo porta a collaborare come tecnico del suono con la PFM e con i Litfiba. Conosce i CCCP - Fedeli alla linea nel 1989, durante la tournée congiunta tra questi ultimi e i Litfiba in Unione Sovietica. Entra successivamente a far parte dei CCCP insieme ad altri fuoriusciti dei Litfiba, Gianni Maroccolo e Ringo De Palma. Nel 1990 partecipa come chitarrista e come tecnico del suono all'ultimo disco dei CCCP, Epica Etica Etnica Pathos, in un album che getta le premesse per quello che saranno i Consorzio Suonatori Indipendenti negli anni successivi.

### 1990-1999: Giorgio Canali ed il Consorzio Suonatori Indipendenti
All'inizio degli anni novanta, dopo lo scioglimento dei CCCP - Fedeli alla linea, si trasferisce quasi stabilmente in Francia. Collabora ai tour dei Noir Désir e produce i tre dischi dei Corman & Tuscadu. Suona anche la chitarra nel secondo album Pestacle.
Nel 1992 fonda il Consorzio Suonatori Indipendenti insieme ad altri ex membri dei CCCP - Fedeli alla linea. Nel gruppo affianca alle chitarre Massimo Zamboni, alla voce Giovanni Lindo Ferretti e alla produzione Gianni Maroccolo. Il 18 settembre del 1992, fu l'esordio del gruppo con Maciste contro tutti, un concerto ospitato dal Centro per l'arte contemporanea Luigi Pecci di Prato, che vedeva le prime band messe sotto contratto da I dischi del mulo suonare assieme. Con loro gli Ustmamò ed i Disciplinatha inaugurarono così uno dei periodi discografici più fortunati del rock italiano. Dal concerto, venne pubblicato l'omonimo disco, che rappresentò allora il "manifesto programmatico" dell'etichetta.
Seguirono gli altri album dei CSI che vedevano coinvolto Canali: In quiete (I dischi del mulo, 1994), Ko de mondo (I dischi del mulo / Consorzio Produttori Indipendenti, 1994), Linea Gotica (Consorzio Produttori Indipendenti / PolyGram, 1996), Tabula Rasa Elettrificata (PolyGram, 1996), La terra, la guerra, una questione privata (Black Out / Mercury / Universal / Tannen, 1998).
Durante l'esperienza del CSI persegue il progetto solista che culmina nel disco Che fine ha fatto Lazlotòz (Sonica / Virgin Records) del 1998, un album dalle "sonorità solide, stratificate, crude" con brani che mantengono la forma canzone, aprendosi anche ai contributi compositivi di ospiti a lui vicini come Fabio Petrelli, Gianni Maroccolo, Cristiano Marcelli, Marco Parente, Pino Gulli, Cristiano Godano, Umberto Palazzo ed altri.
In questi anni fu proficua anche l'attività di ingegnere del suono e produttore artistico vedendolo coinvolto tra il 92 ed il '99, in produzioni dei Beau Geste, dei Noir Désir, di Corman & Tuscadu, dei Mush, dei A Subtle Plague, dei Casbah Club, degli Yo Yo Mundi, dei Santo Niente, dei Ci S'Ha, dei L'upo, e dei Verdena. Nel 1999 realizza poi la colonna sonora per il film Guardami di Davide Ferrario.

### 2000-2010: tra Giorgio Canali & Rossofuoco e Per Grazia Ricevuta

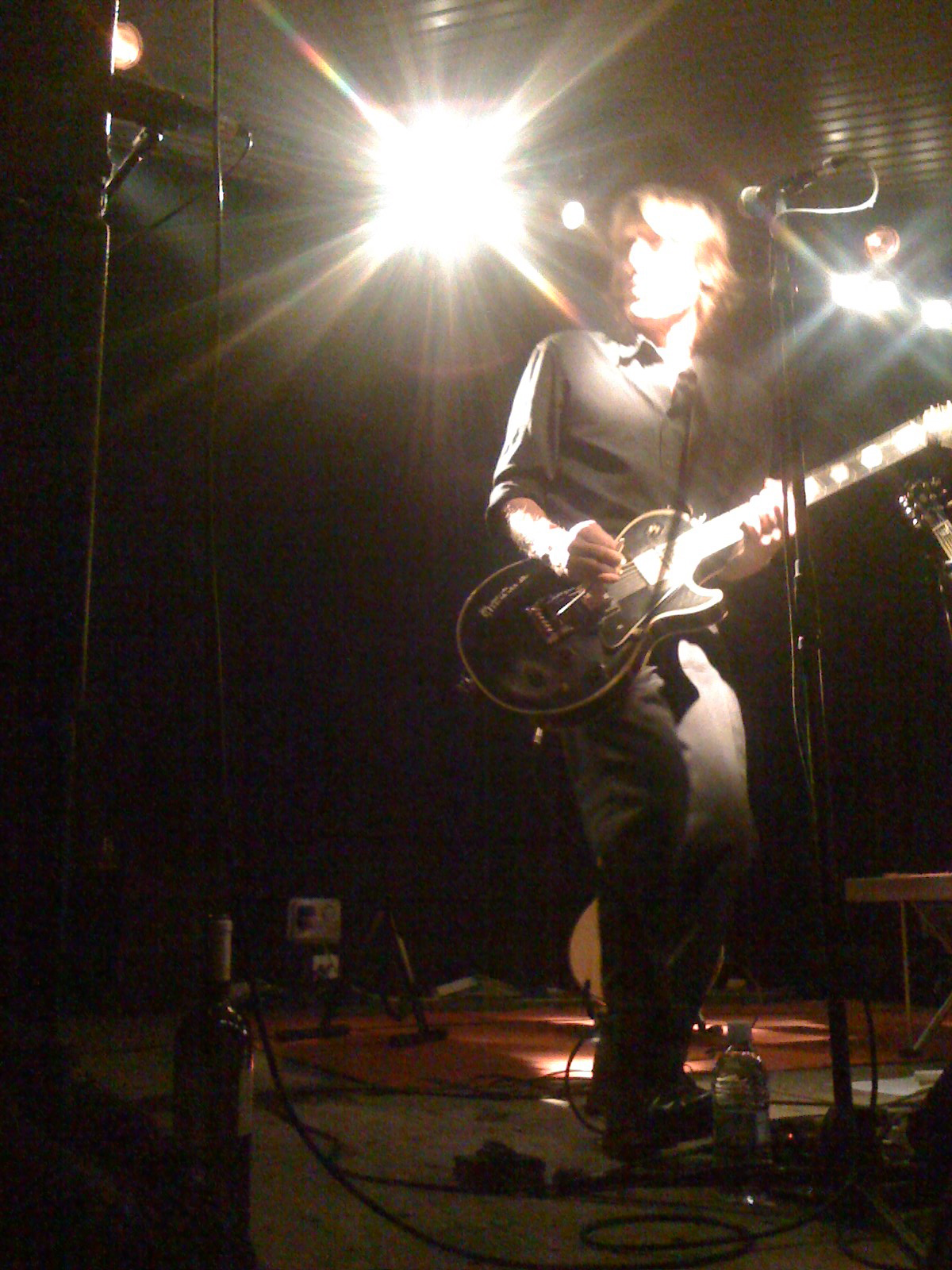
Giorgio Canali, Corallo Rock Club, Scandiano (RE) (2009)

Dopo la fine dei CSI e la separazione artistica dei due fondatori, Giovanni Lindo Ferretti e Massimo Zamboni, Giorgio Canali chiama a sé alcuni dei musicisti che lo avevano affiancato nel tour di Lazlotòz in una formazione stabile, i Giorgio Canali & Rossofuoco, che lo accompagneranno in tutti i dischi successivi. Parallelamente all'esperienza solista, è ancora a fianco di Giovanni Lindo Ferretti nei PGR, prendendo nel contempo le distanze dalle posizioni mistiche ed ideologiche dell'amico, seppur difendendone la coerenza. E se nel 2002 partecipa al primo omonimo album (Mercury / Universal) dei PGR come chitarrista, nello stesso anno pubblicò Rossofuoco, uscito per la bolognese Gamma Pop Records. Nell'album risulta maggiormente evidente la ricerca linguistica di Canali, " le cui origini vanno rintracciate nei lavori di Vian, Brassens e De André, senza dimenticare il genio di Louis-Ferdinand Céline". Seguirono negli anni successivi Giorgio Canali & Rossofuoco (diverso dal primo omonimo, caratterizzato dalla copertina dell'album recante una freccia che indica in basso), Tutti contro tutti, Nostra Signora della dinamite, Rojo, Perle per porci, 11 canzoni di merda con la pioggia dentro e Venti.
Nella veste di produttore discografico sono di questi anni gli album Sguardo contemporaneo di Bugo (2006) e Canzoni da spiaggia deturpata di Le luci della centrale elettrica (2008), dove partecipa anche come chitarrista e bassista. E poi ancora Afterhours, Tre Allegri Ragazzi Morti, Frigidaire Tango, Virginiana Miller, Zen Circus, Nobraino, Vanvera, Timoria, Miura, Ulan Bator, Lo Stato Sociale, (P)neumatica, Quinto Stato, Masoko, Hic Niger Est, Operaja Criminale, Nolatzco, Ilenia Volpe e Angela Baraldi (con la quale ha portato in tour uno spettacolo intitolato "Love Will Tear Us Apart (again)", tributo ai Joy Division in occasione del trentesimo anniversario della morte di Ian Curtis).

### 2011-in poi: Reunion dei CSI

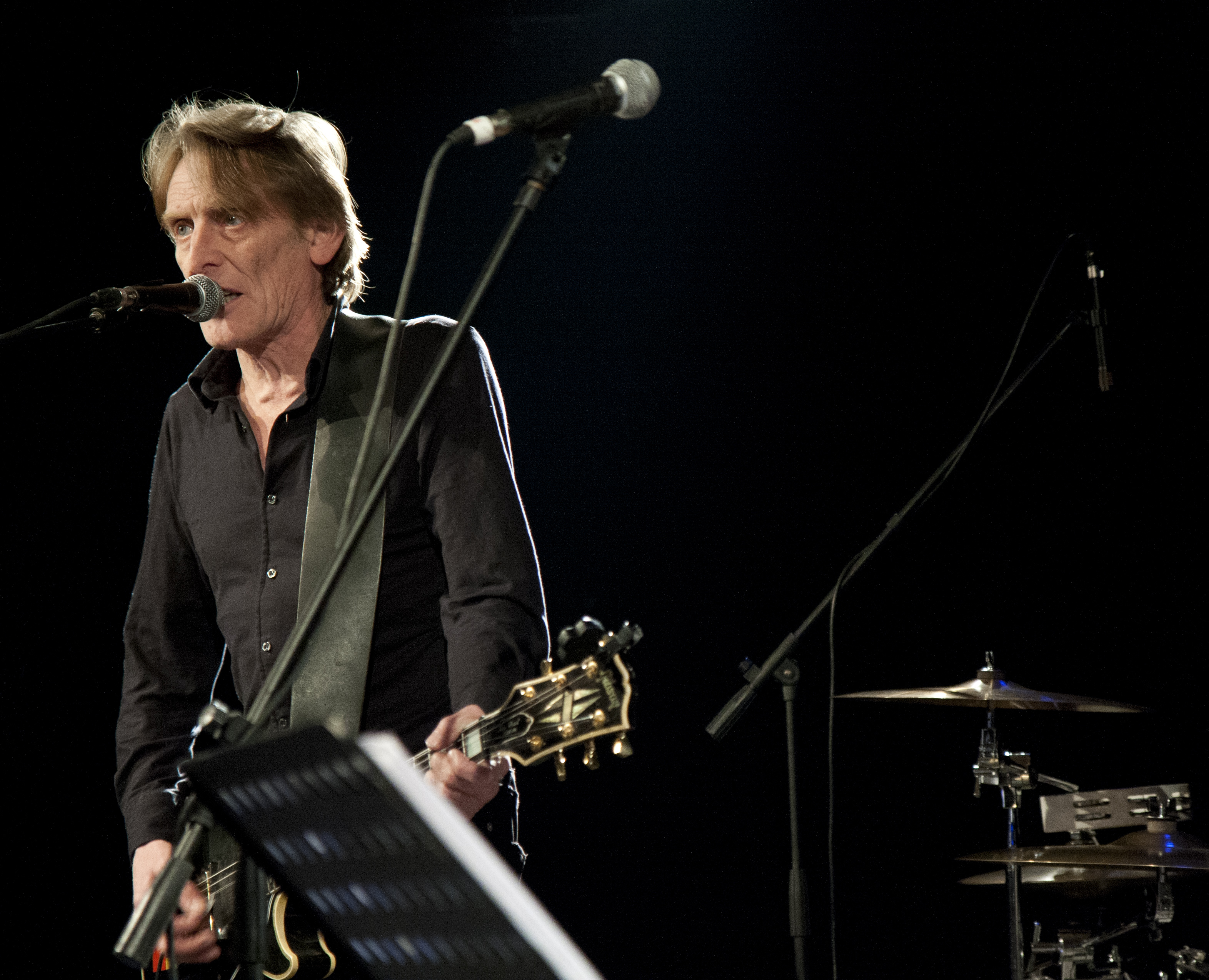
Giorgio Canali, Deposito Giordani, Pordenone (27 gennaio 2012)

Nel 2013 partecipa alla chiacchierata riunione dei CSI (a cui non prende parte tuttavia Giovanni Lindo Ferretti, sostituito da Angela Baraldi) per il tour intitolato "Ciò Che Non Deve Accadere, Accade".
Nel giugno 2017 si esibisce a Musica da Bere dove viene premiato con la Targa alla Carriera.

## La poetica
I testi cantati da Giorgio Canali rappresentano uno dei punti di forza della sua produzione artistica. All'interno di un'evoluzione piuttosto marcata dal primo album ai lavori odierni, Canali ha comunque mantenuto delle caratteristiche fondamentali: cinico, arrabbiato, corrosivo, scrive testi potenti e d'impatto, sempre in violento contrasto con qualsiasi deriva perbenista.
La politica ha un ruolo centrale, ma non per questo deve essere considerato un cantante schiettamente ideologico, come invece poteva dirsi – almeno per quanto concerneva l'iconografia – dei CCCP - Fedeli alla linea. Al contrario, lontano dalla lotta di palazzo, Canali parla di una politica respirata per le strade, vissuta sulla pelle dei più deboli o di chi, più semplicemente, non condivide derive autoritarie.
Si tratta di una visione politica piena di fierezza partigiana, anarchica, incendiaria, come espresso nella canzone Lettera del compagno Lazlo al colonnello Valerio (attualmente non pubblicata ma ascoltabile on line), in cui viene citato un personaggio realmente esistito nella Resistenza, il Colonnello Valerio alias Walter Audisio, ovvero l'esecutore materiale della fucilazione di Benito Mussolini. Il testo è incentrato sulla situazione creatasi dopo la conclusione della Resistenza: viene descritta un'Italia non ancora libera, nella quale i fascisti sono rimasti impuniti. Scritta in occasione dell'uscita della compilation Materiali resistenti, prodotta per la festa del 25 aprile del 2010, venne esclusa da quest'ultima in quanto contenente due bestemmie. Tale motivazione ufficiale appare tuttavia poco convincente, in quanto le due espressioni in oggetto erano artisticamente coerenti col violento sentimento di rabbia descritto nel testo. Non a caso anche lo stesso Canali ironizzava sul punto, affermando sarcasticamente che la canzone sarebbe stata esclusa "perché a nessuno piace come suona 'sta cazzo di armonica", come affermato nell'esibizione live di Frigento del 14 agosto 2010. La vera motivazione, in verità, pare identificabile nell'estrema distanza tra la visione di Canali ed il buonismo della "memoria condivisa".
Numerosi anche i testi di diverso tenore, lontani dalla politica e più strettamente legati ad una lucida visione della quotidianità o a temi più intimi.

### I temi affrontati
I testi di Canali si sono modificati in una direzione non lineare col trascorrere del tempo, oscillando tra momenti relativamente intimisti ed altri schiettamente rabbiosi. Una breve lettura dei testi delle canzoni più significative dei vari album permette di valutarne l'evoluzione.

## Attività concertistica
I concerti costituiscono la modalità espressiva più congeniale alla musica dell'autore. Si svolgono, in genere, in spazi occupati o piccoli locali, con palchi bassi e niente scenografia, a prezzi estremamente popolari (spesso intorno ai 5 euro o gratuitamente). L'esperienza comprende - irrinunciabilmente - la possibilità di guardarsi negli occhi. La percezione della rabbia è dell'intensità delle canzoni è certamente amplificata e il sound è fortemente elettrico, distorto e caratterizzato dalla batteria di Luca Martelli, picchiatore instancabile dotato di una potenza dallo stile decisamente heavy metal.Spesso il cantante è visibile in mezzo al pubblico durante l'esibizione dei gruppi che precedono l'esibizione dei Rossofuoco. Il tasso alcolico delle serate è in genere molto elevato, anche grazie al drink preferito di Canali, il gin tonic. Canali, per la maggior parte del tempo, suona la sua storica chitarra elettrica Gibson Les Paul nera con la bandiera del Vietnam, meno spesso canta solamente e, nei live più recenti, per un paio di canzoni suona l'armonica. Il suo rapporto con il pubblico è piuttosto ironico e dissacrante rispetto ad ogni stereotipo da rock star, tanto che spesso si monta gli strumenti da solo. La formazione della band è mutata più volte, la più recente prevede, oltre a Luca Martelli alla batteria, Marco Greco al basso elettrico, e Stewie DalCol alle chitarre. Il nome Giorgio Canali & Rossofuoco indica la maggior parte delle date, con la formazione al completo ed il sound più rock ed elettrico. Il nome Giorgio Canali & Rossotiepido indica le serate acustiche, Giorgio Canali & Rossosolo (più raro) fa riferimento ai concerti con la formazione più scarna. Un gesto tipico di Canali consiste nel dare forti testate al microfono, circostanza a volte accompagnata da bestemmie di vario genere. Tale aspetto merita un breve chiarimento, proposto dallo stesso Canali "la blasfemia 'pesa' ed incide moltissimo. Pensa a come gli antiabortisti, gli 'antiminchialisti' o quelli contro l'eutanasia... pensa – dico – a come loro mi mettono continuamente a disagio privandomi della possibilità di scegliere anche solo della mia vita e della mia morte. Pensa a come mi offendono ogni volta che aprono bocca. Pensa. Io bestemmio, e siamo pari. Anzi, quando c'è il solito benpensante che mi ammonisce: 'Guarda, la bestemmia è solo un modo volgare di offendere chi crede in una cosa a cui tu non credi e se bestemmi è perché in fondo dimostri di credere anche tu...', io rispondo 'No! Questo è l'unico modo che mi resta per esprimere quel disappunto verso di loro e per far sentire, per un momento, anche loro offesi e fuori posto.' Come fanno reiteratamente col sottoscritto". Si tratta, nel complesso, di un'esperienza estremamente intensa e catartica, dalla quale si va via senza voce, con la consapevolezza che, nonostante tutto, il rock è ancora vivo. 

## Discografia

### Da solista
- 1998 – Che fine ha fatto Lazlotòz
- 2002 – Rossofuoco

### Con i Politrio
- 1986 – Effetto Eisenhower

### Con i CCCP - Fedeli alla linea
- 1990 – Epica Etica Etnica Pathos
- 1992 – Ecco i miei gioielli (raccolta)
- 1994 – Enjoy CCCP (raccolta)
- 1996 – Live in Punkow

### Con i Consorzio Suonatori Indipendenti
- 1993 – Maciste contro tutti (con Üstmamò e Disciplinatha)
- 1994 – Ko de mondo
- 1994 – In quiete
- 1996 – Linea Gotica
- 1997 – Tabula Rasa Elettrificata
- 1998 – La terra, la guerra, una questione privata
- 2001 – Noi non ci saremo, vol. 1
- 2002 – Noi non ci saremo, vol. 2
- 2015 – Breviario partigiano (pubblicato come Post-CSI)

### Con i Per Grazia Ricevuta
- 2002 – Per Grazia Ricevuta
- 2003 – Montesole 29 giugno 2001
- 2004 – D'anime e d'animali
- 2009 – Ultime notizie di cronaca
- 2010 – ConFusione - 9 canzoni disidratate da Franco Battiato

### Con i Giorgio Canali & Rossofuoco
- 2004 – Giorgio Canali & Rossofuoco
- 2007 – Tutti contro tutti
- 2009 – Nostra Signora della dinamite
- 2011 – Rojo
- 2011 – Fatevi fottere (allegato alla biografia omonima, tiratura limitata autografata e numerata, 333 copie)
- 2016 – Perle per porci
- 2018 – Undici canzoni di merda con la pioggia dentro
- 2020 – Venti
- 2023 – Pericolo giallo

### Collaborazioni
- 1997 – Gelaterie sconsacrate (Virginiana Miller)
- 1997 – 'sei na ru mo'no wa na 'i (Santo Niente)
- 1999 – Stagnola (Wolfango)
- 1999 – Verdena (Verdena)
- 2001 – La testa indipendente (Tre Allegri Ragazzi Morti)
- 2003 – La prima cosa (Je ne t'aime plus)
- 2004 – Il sogno del gorilla bianco (Tre Allegri Ragazzi Morti)
- 2006 – Sguardo contemporaneo (Bugo)
- 2007 – La seconda rivoluzione sessuale (Tre Allegri Ragazzi Morti)
- 2008 – Contatti ( Bugo)
- 2008 – Canzoni da spiaggia deturpata (Le luci della centrale elettrica)
- 2008 – Villa Inferno (The Zen Circus, Brian Ritchie)
- 2009 – Andate tutti affanculo (The Zen Circus)
- 2009 – L'illusione del volo (Frigidaire Tango)
- 2010 – Per ora noi la chiameremo felicità (Le luci della centrale elettrica)
- 2011 – Nati per subire (The Zen Circus)
- 2011 – C'eravamo abbastanza amati (Le luci della centrale elettrica)
- 2012 – Radical chic un cazzo (Ilenia Volpe)
- 2014 – Canzoni contro la natura (The Zen Circus)
- 2014 – Costellazioni (Le luci della centrale elettrica)
- 2016 – La fine dei vent'anni (Motta)